# Verdienter Werktätiger der Leicht-, Lebensmittel- und Nahrungsgüterindustrie der Deutschen Demokratischen Republik
Verdienter Werktätiger der Leicht-, Lebensmittel- und Nahrungsgüterindustrie der Deutschen Demokratischen Republik war eine staatliche Auszeichnung  der Deutschen Demokratischen Republik (DDR), welche in Form eines Ehrentitels mit Urkunde und einer tragbaren Medaille verliehen wurde. 

## Beschreibung
Gestiftet wurde der Titel am 30. Januar 1975. Seine Verleihung erfolgte für hervorragende Leistungen bei der Lösung volkswirtschaftlicher Aufgaben der Leicht-, Lebensmittel- und Nahrungsindustrie. Des Weiteren auch für besondere Leistungen und Initiativen im sozialistischen Wettbewerb, aber auch für ausgezeichnete Leistungen auf wissenschaftlich-technischem Gebiet. Ferner für Rationalisierungen und Entwicklung von qualitativ hochwertigen und bedarfsgerechten Erzeugnissen zur Versorgung der Bevölkerung. Letztendlich aber auch für langjährige vorbildliche Einsatzbereitschaft in diesem Gebiet. Die Anzahl der Höchstverleihungen war pro Jahr auf 100 Ehrentitel begrenzt.

## Medaille zum Ehrentitel

### Aussehen
Die vergoldete Medaille mit einem Durchmesser von 30 mm zeigt auf ihren Avers einen Kreis, bestehend je zur Hälfte aus einem Ährenkranz (links) und einem Zahnradkranz rechts, der eine stilisierte Fabrik mit qualmenden Schornsteinen umschließt. Das Revers der Medaille zeigt oben das kleine Staatswappen der DDR und die darunter liegende Inschrift: VERDIENTER WERKTÄTIGER / DER LEICHT-, LEBENSMITTEL- / UND NAHRUNGSGÜTER- / INDUSTRIE DER DDR.

### Trageweise
Getragen wurde die Medaille auf der linken oberen Brustseite an einem 25 × 14 mm rosa bezogenen Ordensband. Auf ihm sind zwei senkrechte grünen Streifen von 3 mm Breite eingewebt, die 3 mm vom Saum entfernt sind.